# Área metropolitana de Fresno
El Área Estadística Metropolitana de Fresno, CA MSA como la denomina oficialmente la Oficina de Administración y Presupuesto, es un Área Estadística Metropolitana que abarca el condado de Fresno, en el estado estadounidense de California. El área metropolitana tiene una población de 930.450 habitantes según el Censo de 2010, convirtiéndola en la 55.º área metropolitana más poblada de los Estados Unidos.

## Principales comunidades del área metropolitana
Ciudad principal 
- Fresno